# Matthew Griffin
Matthew Griffin (Australië, 26 juni 1983) is een Australisch golfer. Hij werd in 2008 prof.
In 2011 behaalde Griffin zijn eerste profzege door het South Pacific Open Championship te winnen, een golftoernooi van de Australaziatische PGA Tour. In 2013 won hij de Order of Merit van de OneAsia Tour. In 2014 won hij het Yamaha Hankyung KPGA Championship, een van de belangrijkste golftoernooi van de Korean Tour.

## Prestaties

### Professional
Australaziatische PGA Tour
- 2011: South Pacific Open Championship
- 2014: Oates Victorian Open

Korean Tour
- 2012: The Charity High 1 Open (telt ook mee voor de OneAsia Tour)
- 2013: SK Telecom Open (telt ook mee voor de OneAsia Tour)
- 2014: Yamaha Hankyung KPGA Championship

## Prijzen
- Order of Merit OneAsia Tour: 2013

## Teamcompetities
Amateur
- Eisenhower Trophy ( AUS): 2008